# 國泰航空780號班機事故
國泰航空780號班機是國泰航空一架由印尼泗水祝安達國際機場飛往香港國際機場的定期航班，機型為1998年空中巴士A330-342（登記編號為B-HLL）。2010年4月13日於祝安達國際機場起飛後由於燃油系統的問題導致無法正常控制引擎推力，飛機在香港國際機場緊急降落時幾乎以正常的兩倍降落速度着陸，最終導致57人受傷，但所幸無人死亡。負責駕駛此班機的機長及副機長於2014年3月被航空公司驾驶员协会国际联合会（IFALPA）授予該組織的最高榮譽北極星獎。

## 涉事飛機

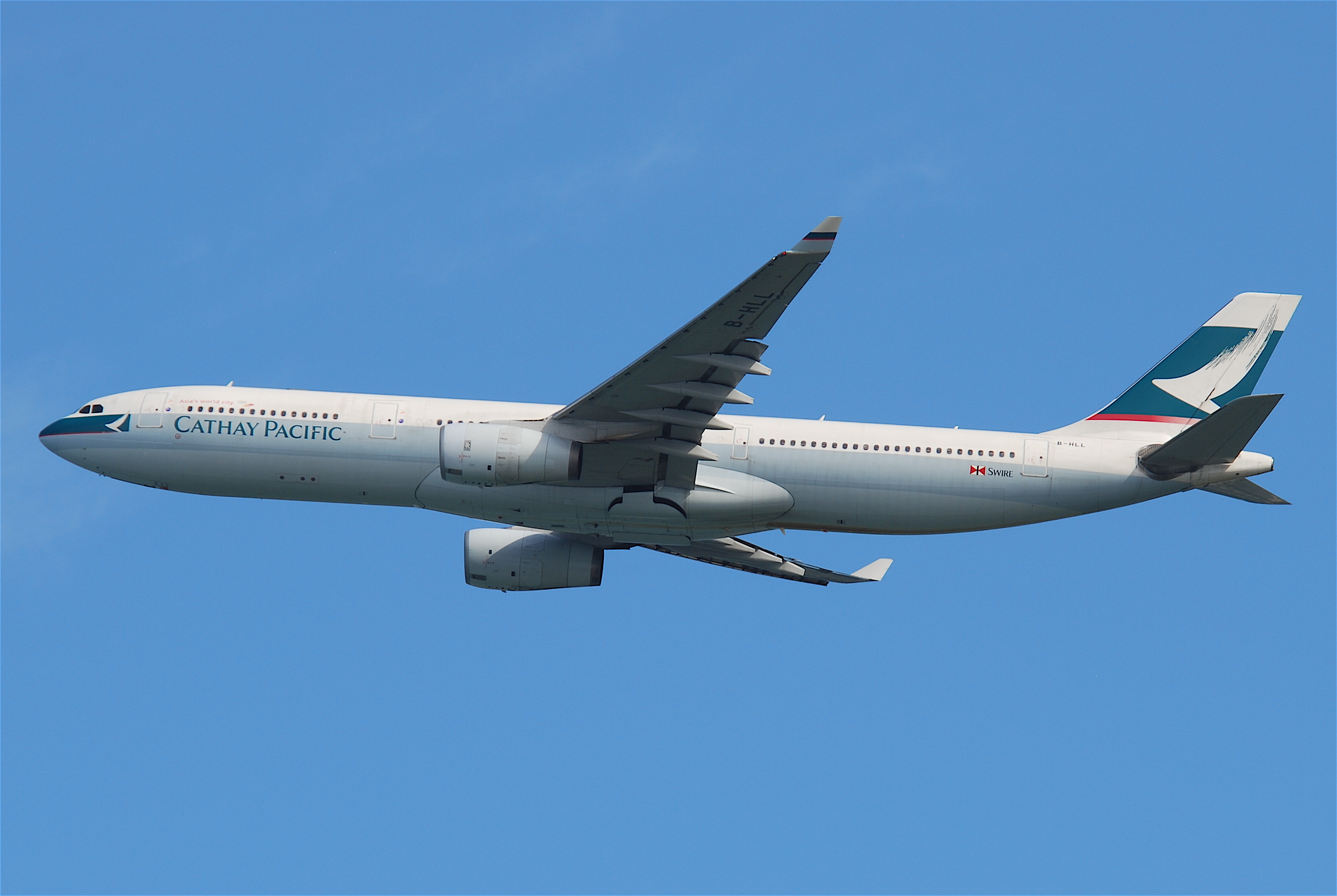
涉事飛機（攝於2011年）

涉事飛機型號為空中巴士A330-342，註冊編號為B-HLL，生產序列號為244，配備兩台勞斯萊斯772-60引擎，1998年11月4日首飛，同年11月25日交付給國泰航空。

## 機組
機長:馬爾科姆．沃特斯 35歲，澳大利亞人，在國泰航空工作了12年，總飛行時數超過7700小時
副駕駛:大衛．海霍 37歲，澳大利亞人，前空軍飛行員，總飛行時數超過4000小時

## 事發經過
肇事飛機在南海上空準備下降時，機師們聽到不尋常的震動聲，並發現儀表板顯示二號引擎失去控制。於是機長決定將二號引擎減少推力至Idle（怠速）模式，並靠單邊的一號引擎持續降落。此時由機長向香港塔台發出Pan-pan的緊急訊號。
之後一號引擎也隨即顯示失常，機長只能按照儀表板顯示將一號引擎也減少推力至Idle（怠速）模式。但因為尚距離香港赤臘角機場有段距離，雙引擎皆在怠速模式下沒有足夠的推力，速度已經開始減慢，飛機持續下降。副機長於是提議開始進行Ditching（水上迫降）的檢查，而此時機長持續嘗試推動兩邊引擎。此時由副機師向塔台發出Mayday的求救訊號。
在副機師進行水上迫降的檢查時，機長考慮到南海的海水過於兇猛，浪高兩公尺，可能導致飛機迫降後被翻覆，且水上迫降的生存率極低。於是機長嘗試推動引擎，並發現以極為緩慢的速度推動一號引擎把手，引擎動力有緩緩上升，直到74%。如果超過就超出負荷，會發出怪異聲響，因此機長將一號引擎速度停留在74%並持續往香港機場飛去。然後在準備降落時減緩一號引擎至怠速模式。
就在機師們以為一切終於稍稍回到控制中，香港機場也已經近在眼前時，儀表板再度出現「超速」的警告。機師們快速檢查各項指標，發現應該減速的一號引擎仍有74%的動力，並且無法減少。飛機更出現了「Terrain, Pull Up. Terrain, Pull Up」（「小心地勢，拉高。小心地勢，拉高。」）的持續大聲警告。這是由於飛機在高速移動，無法識別機師們正嘗試降落。在極為接近地面的情況，擔心飛機墜毀發出的大聲警告。現在面臨嚴重的問題是必須在高速滑行的情況下降落，很難保證不會煞車不及而滑出跑道墜落海水。
在飛機降落時，速度高達426公里/小時（230節），較A330正常著陸速度250公里/小時（135節）高176公里/小時（95節），超過了可展開襟翼的速度上限速。香港民航處形容當時飛機着陸的速度相等於穿梭機落地般高速。在降落後，航機啟動緊急煞車系統及推力反向器，機長腳踩煞車板，終於在幾乎滑行完整條跑道後（跑道只剩下150公尺），在離海岸極近的距離下，飛機停止前進了。
但因猛烈的摩擦，令左邊四個輪胎及右邊四個輪胎中的兩個均出現洩氣並出現小火，輪胎溫度更接近1000°C，隨時有起火燃燒的可能。機長於是趕緊下令乘務員協助乘客使用充氣滑梯逃生。  
事件中57名乘客在逃生時受輕傷。此事件亦使得香港國際機場北跑道被封閉2小時。

## 調查結果
經過英國工程師與勞斯萊斯引擎部門調查後，香港民航處發表最終調查報告。
指出事件的主要起因源於航機在印尼加油時所採用之航空油管曾經受到鹽水污染。在事故前幾天印尼泗水機場的石油儲存槽與油管正在進行整修，沒有完善的施工，以及距離海洋過近，讓鹽水污染了油管。鹽水更令油管塌陷並造成加油車油濾中用於吸水的高吸水性高分子聚合物（Superabsorbent polymer）球狀顆粒被釋出，高吸水性高分子聚合物的極細小粉末污染航機的燃油系統，並造成供油閥卡住而失效，導致航機在飛行時引擎出現不正常的震動和失去控制。一號引擎之所以能恢復一部分的推力，這是因為其主計量閥沒有被完全卡死 。

## 事後

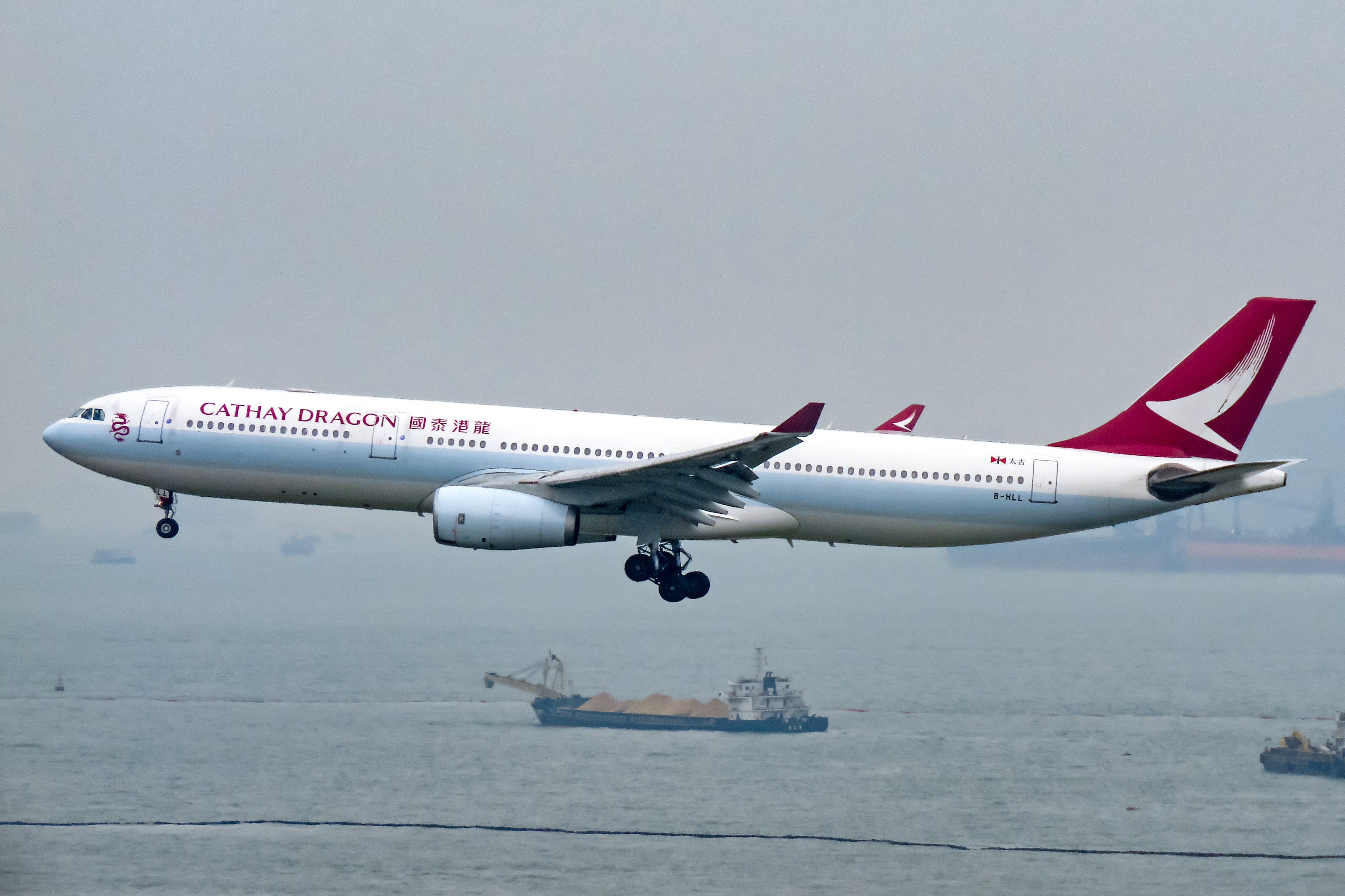
已轉往國泰港龍航空的B-HLL（攝於2019年5月1日，執飛KA397班機）

事故後，B-HLL接受大規模維修後再度效力國泰。2011年7月由DVB Bank（2017年3月由Arena Aviation Capital）擁有。2012年4月起B-HLL轉到國泰航空旗下之國泰港龍航空繼續服役，2016年9月8日準備執飛KA691班機（香港-檳城）時曾經發生事故，引擎遭到香港國際機場地面車輛撞擊。2020年8月13日完成最後一個商業航班KA993號班機（北京首都-香港）後停止載客，並於同年10月14日執飛KA3496班機經阿拉斯加前往美國Pinal Airpark退租。其後該客機於2021年11月被拆卸。
濾心製造商也重新研發並改造濾心，使其不會被鹽水污染而塌陷，進而釋放出吸水粉末。

## 相關作品
這次事故其後被製作成《空中浩劫》第十九季第一集「Deadly Descent」抉擇時刻，亦是首次有香港的航空公司及香港民航處成為空中浩劫的單元主角。